# Peter Lejko
Peter Lejko (ur. 15 sierpnia 1983 w Sered-Galanta) – słowacki wioślarz.

## Osiągnięcia
- Mistrzostwa Świata U-23 – Amsterdam 2005 – jedynka – 16. miejsce[1].
- Mistrzostwa Świata – Eton 2006 – dwójka podwójna – 23. miejsce[1].
- Mistrzostwa Europy – Poznań 2007 – dwójka podwójna – 8. miejsce[1].